# E.W. Emo
E.W. Emo, född Emerich Josef Wojtek 11 juli 1898 i Seebarn, Österrike-Ungern, död 2 december 1975 i Wien, Österrike, var en österrikisk filmregissör. Emo var verksam som regissör från 1920-talet och framåt. Under 1930-talet och 1940-talet stod han för regin till åtskilliga komedifilmer och operettfilmer med Wientema, gärna med skådespelaren Hans Moser i någon av de bärande rollerna.
Bland hans regiuppdrag sticker en film ut av särskilda skäl. Denna film är Wien 1910 som är en renodlad propagandafilm. Manuset av Gerhard Menzel vill rättfärdiga införlivandet av Österrike i Tyska riket 1938 (anschluss) genom att berätta om den antisemitiske Wien-borgmästaren Karl Lueger.

## Filmregi, urval
- 1930 – I natt - eventuellt!
- 1932 – En kyss i kärlek
- 1932 – Damernas egen diplomat
- 1932 – Kärlek vid första ögonkastet
- 1934 – Herrar på 3 kvart
- 1935 – Der Himmel auf Erden
- 1937 – Vad gör man ej för kärlek
- 1940 – Min flicka bor i Wien
- 1943 – Schwarz auf Weiß